# V Premis Barcelona de Cinema
Els V Premis Barcelona de Cinema foren els cinquens Premis Barcelona de Cinema, predecessors dels Premis Gaudí, atorgats pel Col·legi de Directors de Cinema de Catalunya. L'entrega es va celebrar el 19 de desembre de 2006 a la Sala Foyer Gran Teatre del Liceu de Barcelona i la gala fou dissenyada per Ricard Bofill, presentada per Rosa Maria Sardà i Juanjo Puigcorbé sota la direcció de Joaquim Oristrell harmonitzada per als acords del jazz d'Txell Sust & August Tharrats Trio. Salvador (Puig Antich) va guanyar set dels vuit guardons als que optava.

## Premis i nominats per categoria
| Millor pel·lícula | Millor director |
| --- | --- |
| - Salvador (Puig Antich) | - Manuel Huerga per Salvador (Puig Antich) - Bigas Luna per Jo sóc la Juani - Maria Ripoll per La teva vida en 65' - Mireia Ros per El triunfo     |
| Millor actor | Millor actriu |
| - Daniel Brühl per Salvador (Puig Antich) - Juan Diego per El triunfo - Pepe Rovira per El taxista ful                                                                | - Verónica Echegui per Jo sóc la Juani - Ana Fernández per Sin ti - Tamara Arias per La teva vida en 65'                                           |
| Millor muntatge | Millor fotografia |
| - Josep Miquel Aixalà i Martí i Santy Borricón per Salvador (Puig Antich) - Jaume Martí i Farrés per Jo sóc la Juani - Domi Parra per La leyenda del tiempo           | - David Omedes per Salvador (Puig Antich) - Albert Pascual per Jo sóc la Juani - José Luis Alcaine per Tirant lo Blanc                             |
| Millor pel·lícula documental | Millor director novell |
| - Cineastes en acció de Carlos Benpar - Aguaviva d'Ariadna Pujol - La casa de mi abuela d'Adán Aliaga                                                                 | - Albert Serra i Juanola per Honor de cavalleria - Sílvia Quer per Febrer - Carlos Martín Ferrera per Zulo                                         |
| Millor guió | Millor música |
| - Albert Espinosa per La teva vida en 65' - Jo Sol per El taxista ful - Lluís Arcarazo per Salvador (Puig Antich) - Albert Espinosa per Deu ser que ningú és perfecte | - Lluís Llach per Salvador (Puig Antich) - Johnny Tarradellas per El triunfo - Maria Ripoll per Tu vida en 65'                                     |
| Millor direcció artística | Millor pel·lícula en versió original catalana |
| - Antxón Gómez per Salvador (Puig Antich) - Llorenç Miquel per El triunfo - Josep Rosell per Tirant lo Blanc                                                          | - Albert Serra i Juanola per Honor de cavalleria - Ventura Pons per Animals ferits - Carlos Benpar per Cineastes en acció - Sílvia Quer per Febrer |
| Millor telefilm | Premi Especial |
| - Sílvia Munt per Coses que passen... - Ferran Llagostera i Coll per Chapapote... o no - Dario Argento per T'agrada Hitchcock?                                        | Carles Balagué pels Cinemes Méliès |